# Ochthebius heeri
Ochthebius heeri är en skalbaggsart som först beskrevs av Thomas Vernon Wollaston 1854.  Ochthebius heeri ingår i släktet Ochthebius och familjen vattenbrynsbaggar. Inga underarter finns listade i Catalogue of Life.